# La Unión (Guerrero)
La Unión es una localidad mexicana del estado de Guerrero. Se encuentra al poniente de la entidad, en la región de la Costa Grande, y es cabecera del municipio de La Unión de Isidoro Montes de Oca.

## Localización
La Unión se halla en la parte occidental de la entidad, en las coordenadas geográficas 17°59′00″N 101°48′15″O / 17.98333, -101.80417 y a una altitud de 66 metros sobre el nivel del mar. La localidad se emplaza en la ribera del río La Unión y se encuentra comunicada vía terrestre a través de un ramal de la Carretera Federal 200, que comunica a esta vía con la localidad en un trayecto de 6 km. La Unión también se encuentra conectada con otras localidades del municipio por el lado norte, a través de una carretera libre no dividida.

### Distancias
Las distancias entre La Unión y otras localidades o puntos de referencia son las siguientes:
- El Entronque de La Unión[6] (Entronque con Carretera Federal 200) — 5 km
- Las Juntas — 15 km
- Intersección entre Carretera Federal 200 y Carretera Federal 37D (Autopista Siglo XXI) — 24 km
- Zihuatanejo — 58 km

## Historia

### Época prehispánica
Durante la época prehispánica, la población de La Unión no era tan densamente poblada ni tan importante como lo era Zacatula, otra localidad del municipio de La Unión de Isidoro Montes de Oca, allí se asentaron los primeros pobladores de la zona. Esta última, fue también un lugar de paso para diferentes culturas que emigraron de otros territorios a la zona, algunos fueron los cuitlatecos que se establecieron entre las actuales regiones de Costa Grande y Tierra Caliente del estado. En esa época, Zacatula (‘’Zacatotlán’’, por su nombre prehispánico) se localizaba en la región que cubre el actual puerto de Lázaro Cárdenas en Michoacán y posteriormente con su desplazamiento fue fundada nuevamente en territorio del municipio de La Unión de Isidoro Montes de Oca, siendo una localidad más del mismo. Para 1504, la población de La Unión formó parte de la provincia tributaria de Cihuatlán.

### Época colonial

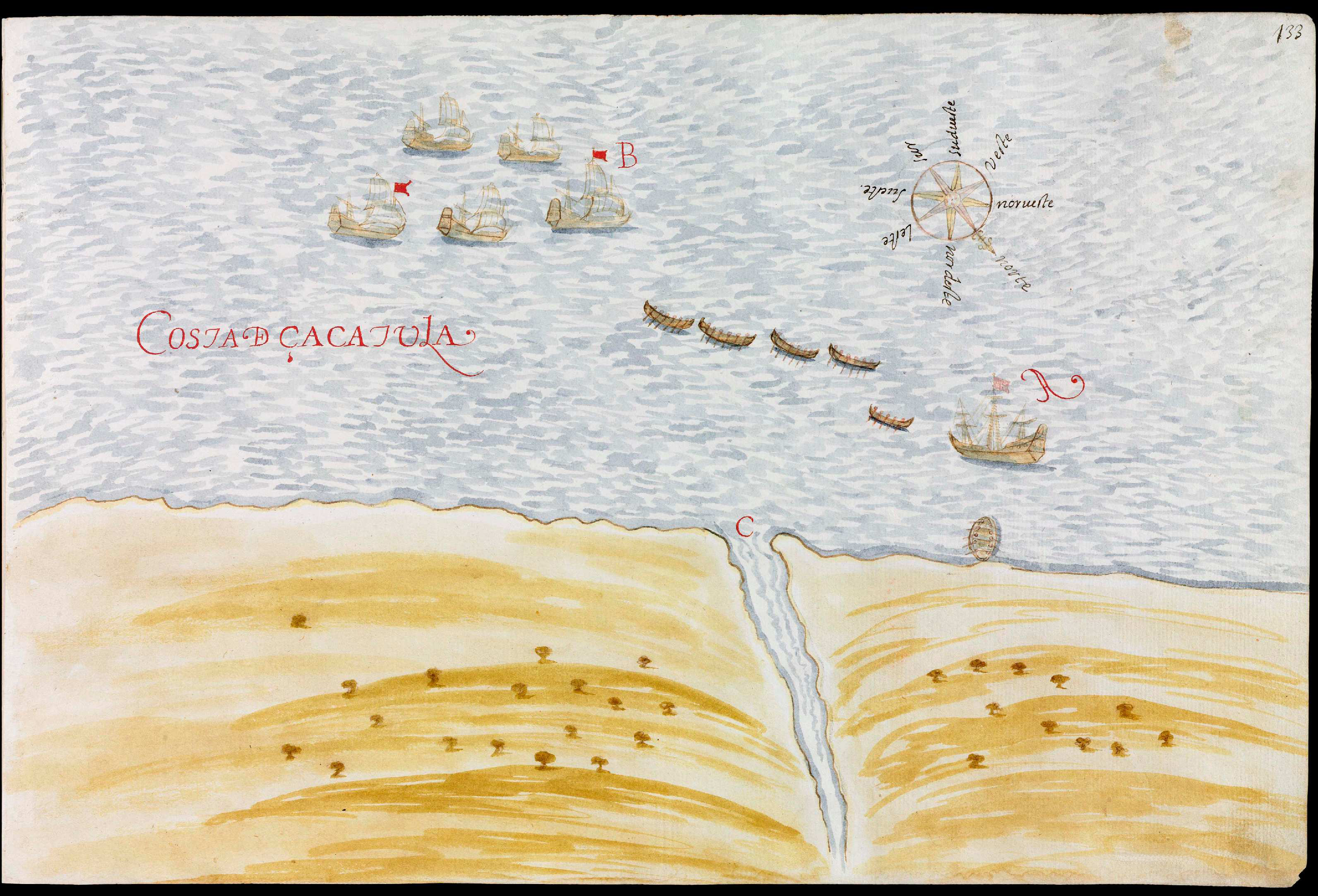
Combate naval entre holandeses y españoles frente a la desembocadura del río Balsas (llamado "río de Çacatula" en la leyenda del mapa), hacia 1615.

Al efectuarse la conquista española, Hernán Cortés envió una expedición a la población de Zacatula, primero al mando de Gonzalo de Umbría y para 1522, Juan Álvarez Chico tomó posesión del lugar, al establecerse 122 españoles y ser declarada cabecera de gobierno. Su encomienda estuvo a cargo de Luis Sánchez, Francisco de Carvajal, Juan de Berdejo y una parte de la provincia tributaba directamente a la colonia. De igual manera, fue alcaldía mayor y dependencia de la Real Audiencia de México. Es con ello, que Zacatula fue un importante polo en la región, pues dentro de su jurisdicción formaban parte los poblados de Coyuca, Técpan y Atoyac. 
Durante el siglo XVII, se instaló la Hacienda de la Orilla en territorio del actual municipio de La Unión, muy cerca de la desembocadura del río Balsas al Océano Pacífico. Los habitantes desplazados de Zacatula se congregaron y fundaron nuevamente la población de Zacatula en dicha hacienda. Fue así que se consolidó nuevamente como un importante centro comercial, al instalarse un astillero y ser un importante punto de expediciones navales.

### SigloXIXyXX
Al estallar la guerra de independencia de México, la población de Zacatula fue un punto de gran actividad por el movimiento insurgente comandado por José María Morelos en el sur. Zacatula quedó incluida en la provincia de Técpan que él mismo había creado en 1811. Para 1814, después de haber sufrido grandes derrotas en Coyuca y en Acapulco, Morelos llegó a Zacatula y reorganizó un ejército de 300 hombres. También se dio tiempo de preparar una parte de la que sería la Constitución de Apatzingán promulgada el 22 de octubre de ese mismo año.
Cuando quedó establecida la república federalista en 1824, Zacatula paso a integrarse al distrito de Acapulco en el entonces Estado de México (hoy territorio del estado de Guerrero), luego fue municipalidad al partido de Técpan y al erigirse el estado de Guerrero en 1849, pasó a formar parte del distrito de Galeana siendo su cabecera la población de Técpan. Cerca de 1855, cuando las regiones comprendidas por las poblaciones de La Orilla, Acalpicán, Los Coyotes, Los Amates y El Naranjito pasan a formar parte de la jurisdicción del estado de Guerrero, se inicia un conflicto territorial entre este último y el estado de Michoacán, disputa que se resuelve hasta el 23 de marzo de 1907 cuando el presidente Porfirio Díaz decreta que el límite territorial entre ambas entidades sería el río Balsas. De esta forma, Zacatula queda formalmente ubicada en el municipio de La Unión.
El antecedente directo de lo que actualmente es la La Unión lo era la Hacienda de Camotla, palabra náhuatl que significa Lugar donde abundan los camotes; esta cambió su nombre en 1815 a Pueblo de los Nuevos Barrios de Tepelulco. El 14 de febrero de 1867, el municipio de La Unión cede parte de su territorio para la creación del municipio de Petatlán, superficie que le es reintegrada posteriormente. En 1870, la población de la Unión es erigida como cabecera municipal y para 1884, adopta el nombre de distrito de Montes de Oca.

## Demografía
Conforme al Censo de Población y Vivienda 2010 realizado por el Instituto Nacional de Estadística y Geografía (INEGI) con fecha censal del 12 de junio de 2010, la localidad de La Unión contaba hasta ese año con un total de 3241 habitantes, de dicha cifra, 1699 eran hombres y 1542 eran mujeres.

## Salud
- Hospital Rural IMSS-Oportunidades[cita requerida]
- Hospital Rural de la Secretaria de Salud Pública[cita requerida]

## Educación
- En educación básica cuenta con diversos planteles de niveles Kinder, Primaria y Secundaria.
- En educación media superior cuenta con un plantel del Colegio de Bachilleres No.35 (COBACH 35) y uno del Centro de Bachillerato Técnico Agropecuario N.º 177 (CBTA 117).
- En educación superior no cuenta con Universidades, por lo que los pobladores tienen que viajar a las ciudades vecinas de Lázaro Cárdenas y Zihuatanejo, para realizar sus estudios.

## Servicios y comercios
La Unión cuenta con diversos servicios:
- Agua potable
- Luz Eléctrica
- Telefonía Fija e Internet (Telmex)
- Telefonía celular (Telcel)
- Televisión Satelital (SKY México y Dish México)
- Pateon municipal
- Mercado municipal
- Supermercado Neto
- Correos de México
- Telecom/Telégrafos
- Bancos (Santander y Banco Azteca)
- Gasolinera
- Modelorama
- Transporte público (incluye: Taxis y Combis)
- Autotransportes de las dos costas ruta: La Unión - Zihuatanejo
- Punto de venta de boletos y Parada de Autobuses Los Galgos (Estrella de Oro) y Ams (Estrella Blanca).
- Además de Tiendas de Abarrotes, Ferreterías, Zapaterías, Casa de empeño, Mueblerías, Tiendas de Ropa, Bazares, Fruterías, Mercerías, Etc.

## Fiestas y tradiciones
- Expo feria La Unión (celebrada en el mes de febrero)

## Personas destacadas
- Isidoro Montes de Oca, insurgente de la independencia de México.